# Gyrandra pterocaulis
Gyrandra pterocaulis är en gentianaväxtart som först beskrevs av C.R.Broome, och fick sitt nu gällande namn av G.Mans.. Gyrandra pterocaulis ingår i släktet Gyrandra och familjen gentianaväxter. Inga underarter finns listade i Catalogue of Life.